# Sekundærrute 191
Sekundærrute 191 er en rutenummereret landevej i Sydjylland.
Ruten går fra Esbjerg via Vejen og Lunderskov til Kolding. Ruten følger den gamle E20 før udbygning til motorvej.
Rute 191 har en længde på ca. 78 km.